# Estadi José Encarnación Romero
L'Estadi José Encarnación Romero, també conegut com Pachencho, és un estadi multiusos de la ciutat de Maracaibo, Zulia, Veneçuela. El nom de l'estadi fa referència a un destacat atleta local.
Té una capacitat per a 40.800 espectadors. Va ser inaugurat l'any 1970 i remodelat els anys 1998 i 2007. És la seu dels clubs Deportivo Rayo Zuliano i Deportivo JBL del Zulia, i en el passat del Unión Atlético Maracaibo.

## Copa América 2007
Va ser una de les seus de la Copa Amèrica de futbol de 2007.
| Data           | Hora  | Equp 1    | Res.        | Equp 2       | Ronda      | Espectadors |
| -------------- | ----- | --------- | ----------- | ------------ | ---------- | ----------- |
| 28 juny 2007   | 18:35 | Paraguai  | 5–0         | Colòmbia     | Grup C     | 34.500      |
| 28 juny 2007   | 20:50 | Argentina | 4–1         | Estats Units | Grup C     | 34.500      |
| 2 juliol 2007  | 20:50 | Argentina | 4–2         | Colòmbia     | Grup C     | 40.000      |
| 10 juliol 2007 | 20:50 | Uruguai   | 2–2 (4–5 p) | Brasil       | Semifinals | 38.100      |
| 15 juliol 2007 | 17:05 | Brasil    | 3–0         | Argentina    | Final      | 40.000      |